# 5 Zimmer 1 Gewinner
5 Zimmer 1 Gewinner war eine Doku-Soap, die bei RTL ausgestrahlt wurde. Sie zeigte wöchentlich 5 wechselnde Kandidaten, die mit einem Budget von 1000 Euro und 12 Stunden Zeit ein Zimmer in ihrer Wohnung unter einem bestimmten Motto umgestalteten.

## Konzept
Gastgeber der Sendung war der Interior-Designer Attila Deveci, der sowohl den zu renovierenden Raum, als auch das Motto der Woche auswählte. Des Weiteren kommentierte Deveci das Geschehen der Sendung und vergab am Ende der Woche Punkte an die Kandidaten. Der Gewinner wurde aus den Punkten von Attila Deveci und der anderen Kandidaten ermittelt und erhielt 2500 Euro. Bisherige Mottos waren zum Beispiel: Animal-print, Farbexplosion, Maritim, Asia-Style, Fototapete, back to nature und 50er Jahre.

## Ausstrahlung
Für die Sendung wurden in Deutschland zwei Staffeln produziert. Die erste Staffel lief vom 17. bis 28. März 2014, die zweite Staffel vom 25. August bis 2. Oktober 2014. Im Oktober 2014 wurde die Ausstrahlung aufgrund schlechter Einschaltquoten abgesetzt.